# IEEE Transactions on Industrial Informatics
IEEE Transactions on Industrial Informatics is een internationaal, aan collegiale toetsing onderworpen wetenschappelijk tijdschrift op het gebied van de automatisering en de technische bedrijfskunde. De naam wordt in literatuurverwijzingen meestal afgekort tot IEEE Trans. Industr. Inform. Het wordt uitgegeven door het Institute of Electrical and Electronics Engineers en verschijnt 4 keer per jaar.